# 新冠駅
新冠駅（にいかっぷえき）は、北海道（日高振興局）新冠郡新冠町字本町（あざほんちょう）にあった、北海道旅客鉄道（JR北海道）日高本線の駅である。電報略号はニフ。事務管理コードは▲132213。
1986年（昭和61年）10月まで運行されていた急行「えりも」の停車駅であった。

## 歴史

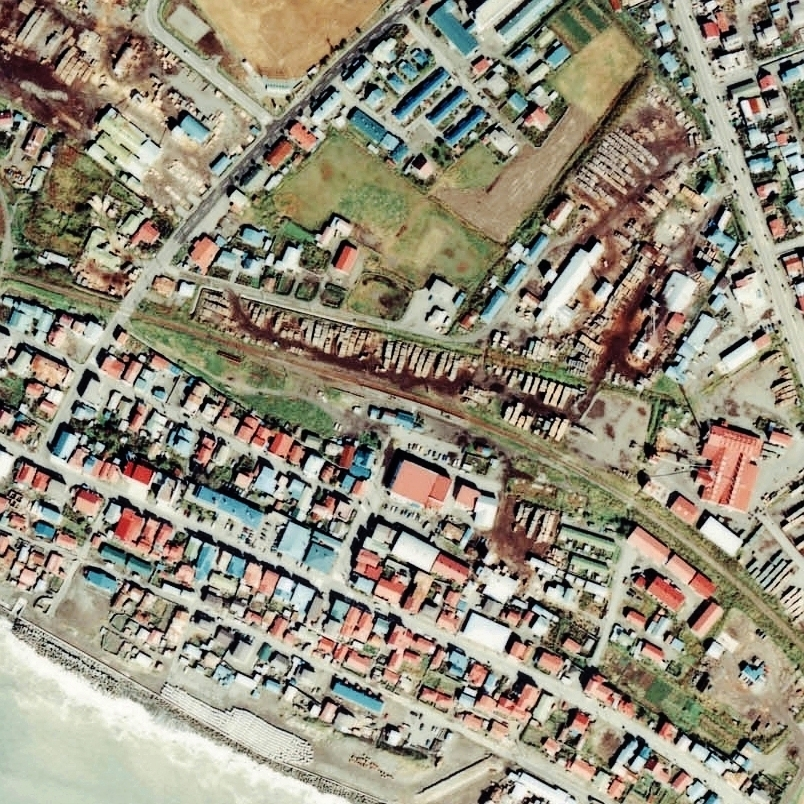
1978年の新冠駅と周囲約500m範囲。右下が静内方面。節婦駅と全く同じく、島式ホーム1面2線のうち、駅舎側は静内方が撤去されて駅舎手前までが残されている。貨物ホームへの引込み線も撤去されている。当線利用が廃止になっているが、駅裏のヤードに木材が野積みされている状況も似ている。

- 1926年（大正15年）12月7日：日高拓殖鉄道厚賀駅 - 静内駅間延伸開通に伴い高江駅（たかええき）として開業[1]。一般駅[3]。
- 1927年（昭和2年）8月1日：日高拓殖鉄道が国有化により鉄道省に移管[3]。線路名を日高線に改称、それに伴い同線の駅となる。
- 1943年（昭和18年）11月1日：線路名を日高本線に改称、それに伴い同線の駅となる。
- 1948年（昭和23年）8月1日：新冠駅に改称[4]。
- 1977年（昭和52年）2月1日：貨物取扱い廃止[3]。日本交通観光社所属の国鉄OBが出改札業務を行う業務委託駅となる[5][新聞 1]。同時に急行「えりも」1往復の停車を開始[5]。
- 1984年（昭和59年）
  - 2月1日：荷物取扱い廃止[3]。
  - 3月31日：駅員無配置駅となる[新聞 2]。その後簡易委託廃止、完全無人化[注 1]。
  - 4月1日：簡易委託化。
- 1986年（昭和61年）11月1日：急行「えりも」廃止により再び普通列車のみの停車となる[5]。
- 1987年（昭和62年）4月1日：国鉄分割民営化に伴い、北海道旅客鉄道（JR北海道）の駅となる[3]。
- 1999年（平成11年）12月17日：駅舎改築[新聞 3]。同時に苫小牧方に移転。
- 2015年（平成27年）1月8日：厚賀駅 - 大狩部駅間の高波被害により列車の運行を休止[JR北 2]。
- 2021年（令和3年）4月1日：鵡川駅 - 様似駅間の廃止に伴い、廃駅となる[JR北 1][運輸局 1]。

### 駅名の由来
当駅の所在する地名（自治体名）より。
旧駅名の高江（たかえ）は、当時の地名（新冠郡高江村）より。附近の丘に水のたまる場所があり、杯の台の「たかいさら」に似ているので「高江」となったとされている。

## 駅構造
島式ホーム片面使用の1面1線を有した地上駅だった。ホームは線路の南側（様似方面に向かって右手側）に存在した。転轍機を持たない棒線駅となっていた。かつては島式ホーム1面2線を有する列車交換可能な交換駅であった。使われなくなった駅舎側の1線は交換設備運用廃止後も苫小牧方の転轍機と構内踏切手前までのレールが維持された状態で側線として残っていた（但し1983年（昭和58年）4月時点では転轍機の先、ホームに至る間の部分に車止めが設置されていた）が、1993年（平成5年）3月までには撤去された。転轍機の形状は方開き分岐であった。
静内駅が管理していた無人駅だった。有人駅時代の駅舎は改築され、「出会いと憩いのセンター」と名付けられた町の施設となっている。駅舎は正面に丸い列柱が印象的なポーチを備え、内装の壁及びベンチ、ゴミ箱などが木製でコーディネートされている。駅舎内にバリアフリーのトイレを有した。また町の特産品展示コーナー、観光案内図がある。
旧駅舎部分は踏切となり、駅前商店街と国道を結ぶ道路となっている。

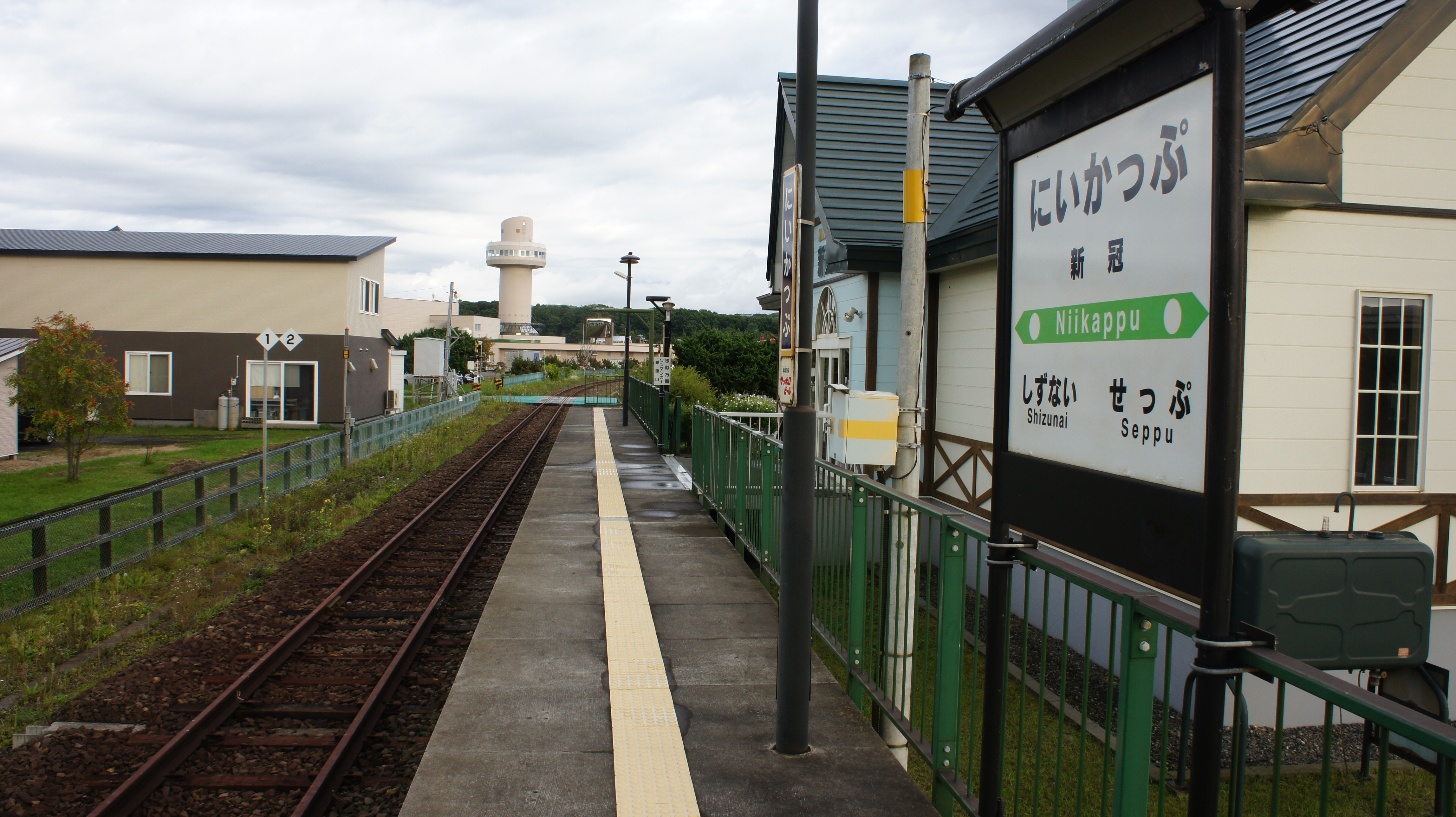
ホーム（2017年9月）
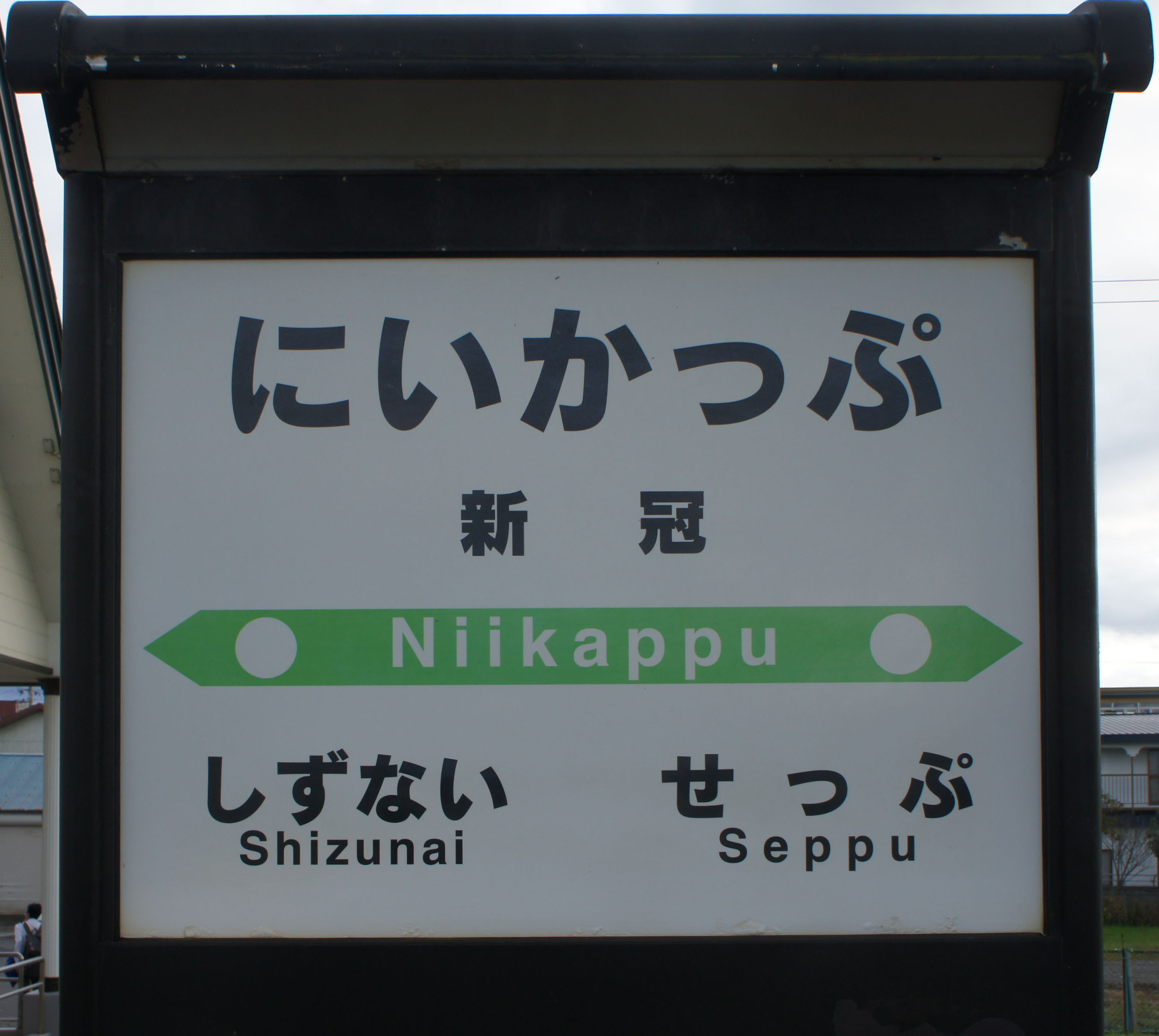
駅名標（2017年9月）

## 利用状況
開業当初は客貨とも取り扱いが周辺駅と比べ僅少であったが、第二次大戦後に当地の御料牧場（現：家畜改良センター新冠牧場）敷地の一部が入植者に解放されたこと、新冠川への発電所計画（奥新冠ダム・新冠ダムほか）に伴う人々の移動増加により市街と共に発展した。一方で、発電所工事の終了後は駅勢圏人口の急激な減少、加えてのモータリゼーションの進展により利用が急減した。
乗車人員の推移は以下のとおり。年間の値のみ判明している年については、当該年度の日数で除した値を括弧書きで1日平均欄に示す。乗降人員のみが判明している場合は、1/2した値を括弧書きで記した。また、「JR調査」については、当該の年度を最終年とする過去の各調査日における平均である。当駅についてはバス代行期間が存在するため、一部でバスと列車が別集計となっているほか、各年で集計期間が異なる。備考も参照。
| 年度               | 乗車人員    | 乗車人員 | 乗車人員 | 乗車人員 | 出典         | 備考                                                        |
| 年度               | 年間        | 1日平均  | JR調査   | JR調査   | 出典         | 備考                                                        |
| 年度               | 年間        | 1日平均  | 列車     | 代行バス | 出典         | 備考                                                        |
| ------------------ | ----------- | -------- | -------- | -------- | ------------ | ----------------------------------------------------------- |
| 1937年（昭和12年） | (18,263.5)  | (50.0)   |          |          | [ 10 ]       | 出典記載の値は「乗降客数」のため1/2した。                   |
| 1959年（昭和34年） | 141,838     | 389      |          |          | [ 5 ]        |                                                             |
| 1962年（昭和37年） | (144,063.0) | 409      |          |          | [ 10 ] [ 5 ] | 年間の値は「乗降客数」のため1/2した。                       |
| 1963年（昭和38年） |             | 436      |          |          | [ 5 ]        |                                                             |
| 1964年（昭和39年） |             | 442      |          |          | [ 5 ]        |                                                             |
| 1965年（昭和40年)  |             | 435      |          |          | [ 5 ]        |                                                             |
| 1966年（昭和41年)  |             | 419      |          |          | [ 5 ]        |                                                             |
| 1967年（昭和42年)  |             | 357      |          |          | [ 5 ]        |                                                             |
| 1968年（昭和43年)  |             | 311      |          |          | [ 5 ]        |                                                             |
| 1969年（昭和44年)  |             | 225      |          |          | [ 5 ]        |                                                             |
| 1970年（昭和45年)  | 80,514      | 223      |          |          | [ 5 ]        | 同年に発電所工事終了                                        |
| 1971年（昭和46年)  | 78,996      | 217      |          |          | [ 5 ]        |                                                             |
| 1972年（昭和47年)  | 77,634      | 213      |          |          | [ 5 ]        |                                                             |
| 1973年（昭和48年)  | 76,391      | 210      |          |          | [ 5 ]        |                                                             |
| 1974年（昭和49年)  | 82,443      | 226      |          |          | [ 5 ]        |                                                             |
| 1975年（昭和50年)  | 67,760      | 186      |          |          | [ 5 ]        |                                                             |
| 1980年（昭和55年） | 56,643      | (155.2)  |          |          | [ 5 ]        |                                                             |
| 1981年（昭和56年） | 47,028      | (128.8)  |          |          | [ 5 ]        |                                                             |
| 1982年（昭和57年） | 49,858      | (136.6)  |          |          | [ 5 ]        |                                                             |
| 1992年（平成04年） |             | (66.0)   |          |          | [ 7 ]        | 1日乗降人員：132                                            |
| 2014年（平成26年） |             |          | 32       |          | [ JR北 3 ]   | 当年の列車は単年の値。                                      |
| 2017年（平成29年） |             |          |          | 27       | [ JR北 4 ]   | 2015年度末から鵡川 - 様似間バス代行。当年のバスは単年の値。 |
| 2018年（平成30年） |             |          |          | 42.5     | [ JR北 5 ]   | 代行バスの値は過去2年平均                                   |
| 2019年（令和元年） |             |          |          | 40.7     | [ JR北 6 ]   | 代行バスの値は過去3年平均                                   |
| 2020年（令和02年） |             |          |          | 37.0     | [ JR北 7 ]   | 代行バスの値は過去4年平均                                   |

## 駅周辺
- 国道235号
- 北海道道209号滑若新冠停車場線
- 道の駅サラブレッドロード新冠
- 新冠町役場
- 静内警察署新冠駐在所
- 新冠郵便局
- 苫小牧信用金庫新冠支店
- 新冠町農業協同組合（JAにいかっぷ）
- 新冠泥火山 - 駅から北に約3.0km[8]。
- 新冠川
- 新冠ダム
- 判官館 - 駅から西に約0.9km[8]。源義経伝説の残る岸壁。
- レ・コード館
- 新冠温泉
- 新冠町立新冠小学校
- 道南バス「新冠本町」停留所

## 隣の駅
北海道旅客鉄道（JR北海道）
日高本線
節婦駅 - 新冠駅 - 静内駅